# Клајд Парк (Монтана)
Клајд Парк (енгл. Clyde Park) град је у америчкој савезној држави Монтана.

## Демографија
По попису из 2010. године број становника је 288, што је 22 (-7,1%) становника мање него 2000. године.
| Група             | 2000.       | 2010.       |
| Белци             | 309 (99,7%) | 283 (98,3%) |
| Афроамериканци    | 0 (0,0%)    | 0 (0,0%)    |
| Азијати           | 0 (0,0%)    | 1 (0,3%)    |
| Хиспаноамериканци | 1 (0,3%)    | 3 (1,0%)    |
| Укупно            | 310         | 288         |